# 北条政子
北条政子（日语：／ Hōjō Masako，1157年—1225年8月16日），日本平安时代末期至镰仓幕府初期的政治人物。她是镰仓幕府开创人源赖朝的正妻與後續穩定政局的政治家。丈夫死后，她落发为尼，法号“安养院”。嫡子源赖家和次子源实朝先后袭任征夷大将军和被暗杀，她令孙女婿藤原赖经（娶赖家之女竹御前）担任征夷大将军，在背后掌握了幕政实权。后人称其为“尼将军”，位阶为从二位
，因為自己和源赖朝的後代在其生前就因政治鬥爭而斷子絕孫，所以又有日本呂雉之稱。

## 生平

### 早年
北条政子生于伊豆国。她是豪族北条时政的长女。源赖朝因为平治之乱而被流放到伊豆时，北条时政奉命监视其言行。赖朝因此与政子相识，之後生下二子二女——源赖家、源实朝、大姬與三幡姬。
两人爱情的发端并无正史记载，野史小说《曾我物语》则描述了这么一则故事：政子的妹妹阿波局梦见自己手持日月，告知政子。政子看出此梦象征权贵，却对妹妹说梦兆大凶，愿意买下妹妹的梦，使之转移到自己身上。
1177年，两人的恋情曝光，北条时政害怕女儿与流放犯扯上关系会引起平家的不满，把她嫁给当时伊豆的代官山木兼隆，政子机智逃出，翻过一座大山回到赖朝身边，夫妇躲在伊豆山神社内，由于神社有着僧兵守护，代官也不敢出手。不久，政子生下了长女大姬，时政终于认可了两人的婚姻，之后北条氏成为了源赖朝的重要盟友。
经过数年的征战斗争，源赖朝实力增强，逐渐统一关东，以镰仓为根据地，被称为“镰仓殿”，政子作为正妻被尊为“御台所（将军夫人）”。

### 家族
北条政子有多个兄弟姐妹，北条时子是她的同母姐妹，北条宗时、北条义时等是她的异母兄弟。
政子的妒嫉几乎与她的政治地位齐名。一夫多妻是当时的风俗，但北条政子却非常反感丈夫的纳妾行为，对他宠爱的女性毫不留情。
1182年，政子生下嫡子赖家。然而在怀孕期间，源赖朝却将一名女子纳为妾，收留在家臣伏见广纲的宅邸中。政子从继母处得知，大怒，请继母的亲族（父或兄，说法不一）牧宗亲前往妾侍家问罪。赖朝感到脸面无光，处罚了牧宗亲，差点与北条时政决裂。最后为了平息政子的愤怒，将伏见广纲流放。
1192年，政子生下幼子实家。而同时源赖朝宠幸的侍女大进局也生下庶子源贞晓，因为恐惧政子的加害，母子俩隐居起来。贞晓年仅七岁就出家为僧，也因此而避过了政治风浪，得以平稳渡过一生。
政子还在1186年生下女儿三幡，然而政子所出的子女都早逝，连孙女竹御前也在后来难产而死，赖朝的直系血统三代而绝。

### 源平合战时期
政子对政敌有着比较宽容的态度。源赖朝为了与源义仲结盟，让政子的女儿大姬与义仲的儿子源义高定下娃娃亲，并将义高作为人质寄养在政子身边，得到了很好的照顾。后来结盟破裂，赖朝派人追杀义高，政子很生气，要赖朝追究手下的责任。（当然，其中一个原因是因为大姬非常爱慕义高，政子爱女心切。）
在一之谷战役中，平重衡被赖朝俘虏，受到赖朝和政子优待。
1186年，源赖朝与异母弟源义经反目。赖朝俘虏了义经的爱妾静御前，命已经有身孕的她在鹤岗八幡宫前跳舞。静咏歌表达对义经的思慕，触怒了赖朝。政子从中劝解，“若我站在静御前的位置，想必我也会如此感叹”。政子还恳求赖朝放过静腹中的孩子（最后未能成功）。

### 后赖朝时代
1197年，政子的长女大姬病死。两年后，源赖朝堕马而死，不久幼女三藩又突然病故。政子落发为尼，立长子赖家为家督。由于赖家的年少专横，引发了部下的不满；赖家重用乳母的丈夫，使得实权有旁落的危险。

### 尼将军

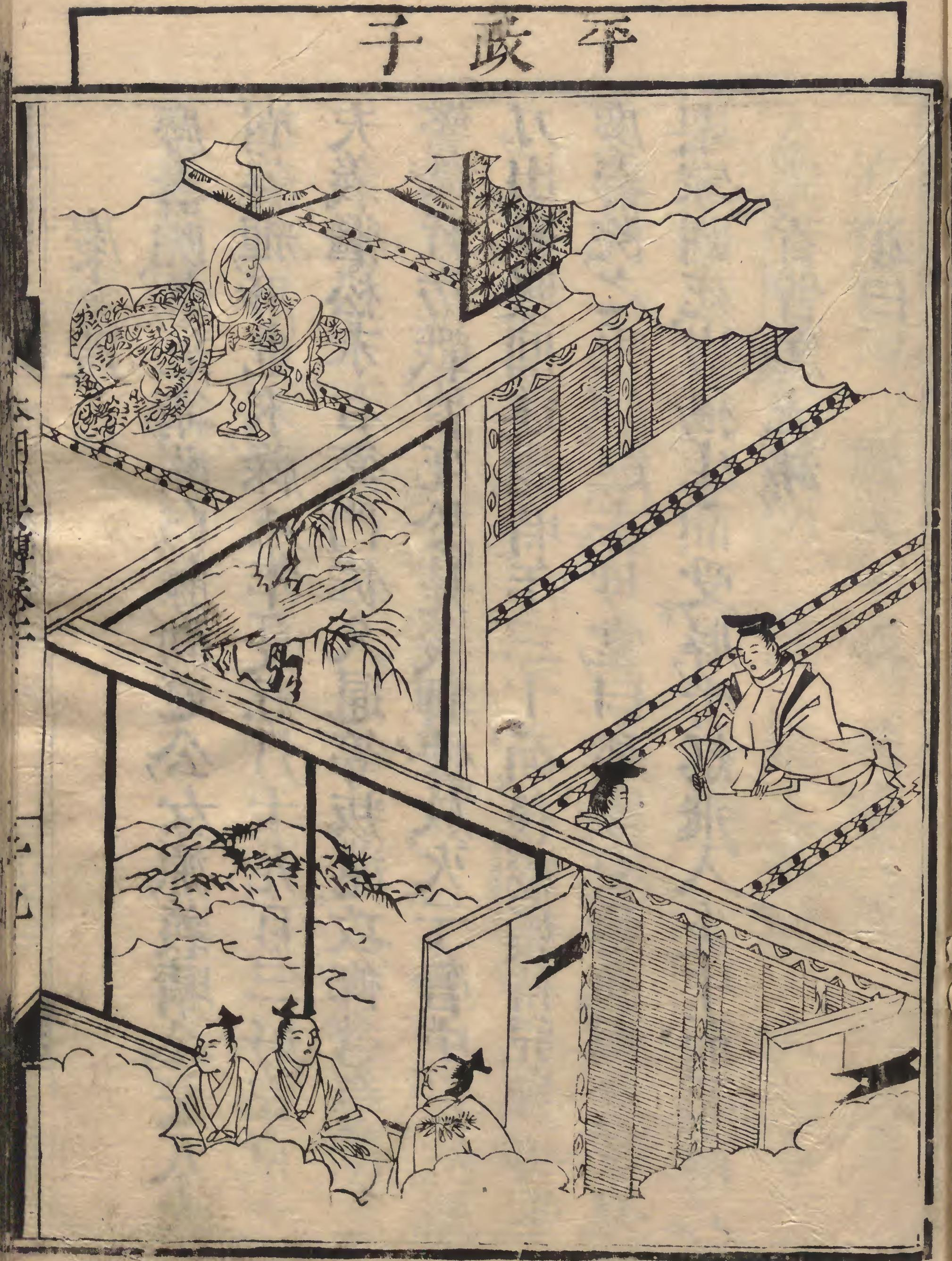
北條政子

在源賴朝直系血統斷絕後，北條氏逐漸掌握鎌倉幕府的實權。北條氏在獲得鎌倉幕府的實權後，被冠上了“執權”的幕府官職，並在京都迎接所謂的公卿將軍藤原賴經。然而，意圖奪回實權的後鳥羽上皇趁著幕府新將軍繼任的不安定局勢而發出敕旨號召關東武士攻打鎌倉。關東武士開始動搖，爲了解決鎌倉幕府和北條氏的危機，北條政子發出日本史上非常著名的大演說。政子重提賴朝對關東武士的恩義而號召武士報賴朝的恩，結果，關東武士大多投向幕府方，打敗的京都的上皇方，是為“承久之亂”。而政子在這次大演說的剛強口氣，博得了“尼將軍”之名。
但政子真的名符其實成為“尼將軍”的時候，卻是在源實朝的時候。源實朝就任將軍卻因為被舅舅架空權力很少參與政事，所以由政子和北條義時執政。然而義時和實朝一死，就有不少人開始密謀擁立另外一個將軍和執權。義時的繼室伊賀氏想擁立伊賀光宗的女婿伊賀實雅就任將軍，而讓自己的兒子北條政村成爲執權，此事卻被政子識破，政子隨即派人去京都通知北條泰時回鎌倉，及時平定叛亂。1225年（後堀河天皇嘉祿元年），北條政子病逝，享壽六十八歲。也結束了長達十多年的統治。

## 登場作品
小說
- 北條政子（文藝春秋、永井路子（日语：永井路子）著）
- 炎環（文藝春秋、永井路子著）
- 尼將軍 北條政子（角川書店、櫻田晉也（日语：桜田晋也）著）

影視劇
- 源義經（日语：源義経 (NHK大河ドラマ)）（1966年、NHK大河劇、演：大塚道子）
- 北條政子（1970年、NTV、演：佐久間良子）
- 女人平家（日语：女人平家 (テレビドラマ)）（1971年、ABC、演：加茂櫻）
- 新・平家物語（日语：新・平家物語 (NHK大河ドラマ)）（1972年、NHK大河劇、演：栗原小巻）
- 草燃（日语：草燃える）（1979年、NHK大河劇、演：岩下志麻）
- 武藏坊弁慶（日语：武蔵坊弁慶 (テレビドラマ)）（1986年、NHK水曜時代劇、演：神崎愛（日语：神崎愛））
- 源義經（日语：源義経 (1990年のテレビドラマ)）（1990年、TBS、演：十朱幸代）
- 源義經（日语：源義経 (1991年のテレビドラマ)）（1991年、NTV、演：高橋瞳（日语：高橋ひとみ））
- 義經（2005年、NHK大河劇、演：財前直見）
- 平清盛（2012年、NHK大河劇、演：杏）
- 鎌倉殿的13人（2022年、NHK大河劇、演：小池榮子）

漫畫
- 華之王（朝日新聞社、市川純（日语：市川ジュン）作）

動畫
- 平家物語（2022年、富士電視台、聲：甲斐田裕子）

1. ↑  河合敦 <倒著讀日本史> P157起